# 边坝寺
边坝寺，位于西藏自治区昌都市边坝县边坝镇夏林村，是一座藏传佛教格鲁派寺院。

## 简介
边坝寺始建于元朝。在西藏民主改革前，曾经是边坝宗政府驻地。历史上，该寺僧人定员2500人，寺院规模宏大。
1959年藏区骚乱爆发后，1959年秋冬，以边坝为中心的地区已有一万余人的武装，占西藏暴动武装数量的43%，其中骨干有5000多人，各种枪支6000多支。1959年9月以后，美国中央情报局在该地区空降藏籍美国特务扎西仁登等17人，还空投了高射机枪、无后座力炮、30式步枪、手榴弹等武器弹药及电台等物资8个架次。1959年10月，该区域的武装人员在边坝组成了“四水六岗卫教志愿军总部”及最高指挥机构“团结会”。比如寺活佛夏仲、边坝寺活佛阿旺洛桑、强巴林寺第二大活佛谢瓦拉等人为首领，德格小土司乌嘎、江达头人齐美公布、丁青头人呷日本·才旺多吉、松宗头人蔡刀、边坝宗本秘书普顿堆等十多人为各路军队的司令。1960年初，边坝地区被中国人民解放军西藏军区划为“一号地区”，由丁指直接指挥约1.8万人的兵力进行围歼。参战的中国人民解放军部队于2月25日前进到战区边沿集结，形成合围态势，2月29日开始战役，3月22日起开始全面搜剿，经过连续25天搜剿，毙伤及俘获包括大部分空降特务及骨干在内的一万多名四水六岗卫教志愿军人员。
2009年10月28日，边坝县文广局牵头与边坝县科技、卫生、法律等部门组成活动组，到边坝县边坝镇扎色玛新农村以及边坝寺开展主要内容为文化、科技、卫生、法律的“四下乡”活动。
2013年度西藏自治区和谐模范寺庙暨爱国守法先进僧尼评选中，边坝寺50位僧人获评为爱国守法先进僧尼。
2015年2月，昌都市民族宗教局工作组到边坝寺管委会检查工作。中共边坝县委宣传部部长王英红、边坝县副县长洛松群觉、边坝县民族宗教局局长泽旺四郎、中共边坝县委统战部副部长陈福寿陪同。工作组对边坝寺管委会的干部在岗情况、“九有”、“六个一”、“六建”“一个覆盖”工程以及寺庙的年份、派别、编制、活佛情况、僧人生活、经济来源等情况进行了解。边坝寺管委会副主任张光照进行了回答。昌都市民族宗教局工作组在边坝寺管委会宣传教育科长泽旺达吉的陪同下，实地考察该寺基础设施，对安保、消防、用电安全等方面进行了叮嘱，并和该寺僧人赤来朗加亲切交谈。
2015年3月，昌都市人大副主任杨开勇在边坝县人大副主任姚世红陪同下，到边坝寺管委会检查工作。